# جون شابمان (لاعب كريكت)
جون شابمان (28 نوفمبر 1814 - 14 أبريل 1896) (بالإنجليزية: John Chapman)‏ هو لاعب كريكت بريطاني.